# Nalžovice
Nalžovice är en ort i Tjeckien.   Den ligger i regionen Mellersta Böhmen, i den centrala delen av landet, 40 km söder om huvudstaden Prag. Nalžovice ligger 343 meter över havet och antalet invånare är 515.
Terrängen runt Nalžovice är platt åt sydost, men åt nordväst är den kuperad.Runt Nalžovice är det ganska tätbefolkat, med 160 invånare per kvadratkilometer. Närmaste större samhälle är Sedlčany, 5,8 km sydost om Nalžovice. Omgivningarna runt Nalžovice är en mosaik av jordbruksmark och naturlig växtlighet.